# Gulala
Gulala ist eine osttimoresische Siedlung im Suco Foho-Ai-Lico (Verwaltungsamt Hato-Udo, Gemeinde Ainaro).
Der Weiler befindet sich im Osten der Aldeia Ainaro-Quic auf einer Meereshöhe von 30 m. Nördlich liegt das Dorf Bobe und westlich das Dorf Aimorbada. Östlich und südlich liegen verstreut einzelne Häuser und Einöden. Westlich von Gulala fließt der Fluss Ukasa, etwas weiter im Osten der Caraulun, der Grenzfluss zum Suco Betano.